# Stenophylax lateralis
Stenophylax lateralis là một loài Trichoptera trong họ Limnephilidae. Chúng phân bố ở miền Cổ bắc.